# 769
| 769                |
| ------------------ |
| Dødsfald - Fødsler |
|                    |

| Gregoriansk kalender | 769 DCCLXIX             |
| Ab urbe condita      | 1522                    |
| Armensk kalender     | 218 ԹՎ ՄԺԸ              |
| Kinesiske kalender   | 3465 – 3466 戊申 – 己酉 |
| Etiopisk kalender    | 761 – 762               |
| Jødisk kalender      | 4529 – 4530             |
| Hindukalendere       |                         |
| - Vikram Samvat      | 824 – 825               |
| - Shaka Samvat       | 691 – 692               |
| - Kali Yuga          | 3870 – 3871             |
| Iransk kalender      | 147 – 148               |
| Islamisk kalender    | 152 – 153               |

Se også 769 (tal)